# 자꾸엇-자럼 전투
자꾸엇-자럼 전투(프랑스어: Trận Gia Quất-Gia Lâm, 1883년 3월 27일 ~ 3월 28일)는 프랑스의 프랑스군이 통킹 원정 사이에 베트남 정규군과 벌어진 전투이다. 이 전투는 1884년 시작된 청불 전쟁 이전의 선전포고가 되지 않은 전투였다. 프랑스군은 ‘자꾸엇’(Gia Quất)의 발음을 오인하여 ‘자꾹’(Gia Cuc) 전투라고 불렀다.

## 배경
베트남 북부에서 프랑스 개입은 하노이에 파견된 앙리 리비에르 사령관에 의해 촉진되었다. 1881년 말 프랑스 상인의 활동에 대한 베트남의 불만을 조사하기 위해 소규모 프랑스 군대와 함께 앙리 리비에르를 지휘관으로 하노이에 파견했다.
1882년 4월 25일, 리비에르는 상부의 지시에 거역하고, 하노이 성채를 습격했다. 리비에르는 이후 성채를 베트남의 반환했지만, 그의 무력에 대한 의지는 베트남과 청나라 모두를 경악시켰다.
다 쓰러져가는 군대로 리비에르와 맞서지 못한 베트남 정부는 잘 훈련되고, 노련한 흑기군을 이끄는 유영복에게 도움을 요청했다. 이들의 존재는 프랑스에게 골칫거리가 되었다. 베트남은 또한 청나라 조정에도 지원 요청을 했다. 베트남은 오랫동안 청나라의 속국이었으며, 청나라는 토벌의 대상이던 흑기군을 무장시키고, 지원하여 프랑스가 통킹에서 벌이는 작전을 은밀히 방해하기로 합의했다. 청나라 조정은 또한 통킹이 프랑스의 통제를 받지 못하게 할 것이라는 강력한 신호를 프랑스에게도 보냈다.
1882년 여름, 청나라의 운남군과 광서군은 통킹으로 국경을 넘어 랑선, 박닌, 흥호아와 다른 도시를 점령했다. 프랑스의 프레데릭 부레(Frédéric Bourée) 재청 프랑스 대사는 1882년 11월과 12월에 청나라의 이홍장과 협상을 벌였다. 그들은 통킹을 나눠 프랑스와 청나라의 영향력을 가진 지역으로 나누겠다고 협상했다. 두 협상가 모두 자국에서 너무 많이 양보했다고 비난을 받았으며, 그 계약은 이내 결렬되었다. 청나라 조정에서는 비준되지 못했으며, 프랑스에서는 쥘 페리의 행정부가 1883년 3월에 이 협정을 거부하고 부레 대사를 소환 조치했다.
리비에르는 부레가 한 협상에 넌더리를 느꼈고, 1883년 초 이 문제를 강제하기로 결심했다. 그는 최근 프랑스에서 해병대를 파견하여 하노이 너머로 탐사를 할 수 있는 충분한 인원을 확보했다. 1883년 3월 27일, 리비에르는 하노이에서 해안까지의 교통로를 확보하기 위해 포함 선단과 520명의 프랑스군 병력으로 남딘성을 점령했다.
자꾸엇 전투는 유영복의 흑기군의 제한적인 지원과 함께 베트남의 사령관 호앙께비엠(黃繼炎)의 시도로 촉발되었다. 리비에르가 남딘으로 가고 없는 동안, 제한된 가용병력만 있을 때 프랑스로부터 하노이를 탈환하려고 시도했다.

## 전투

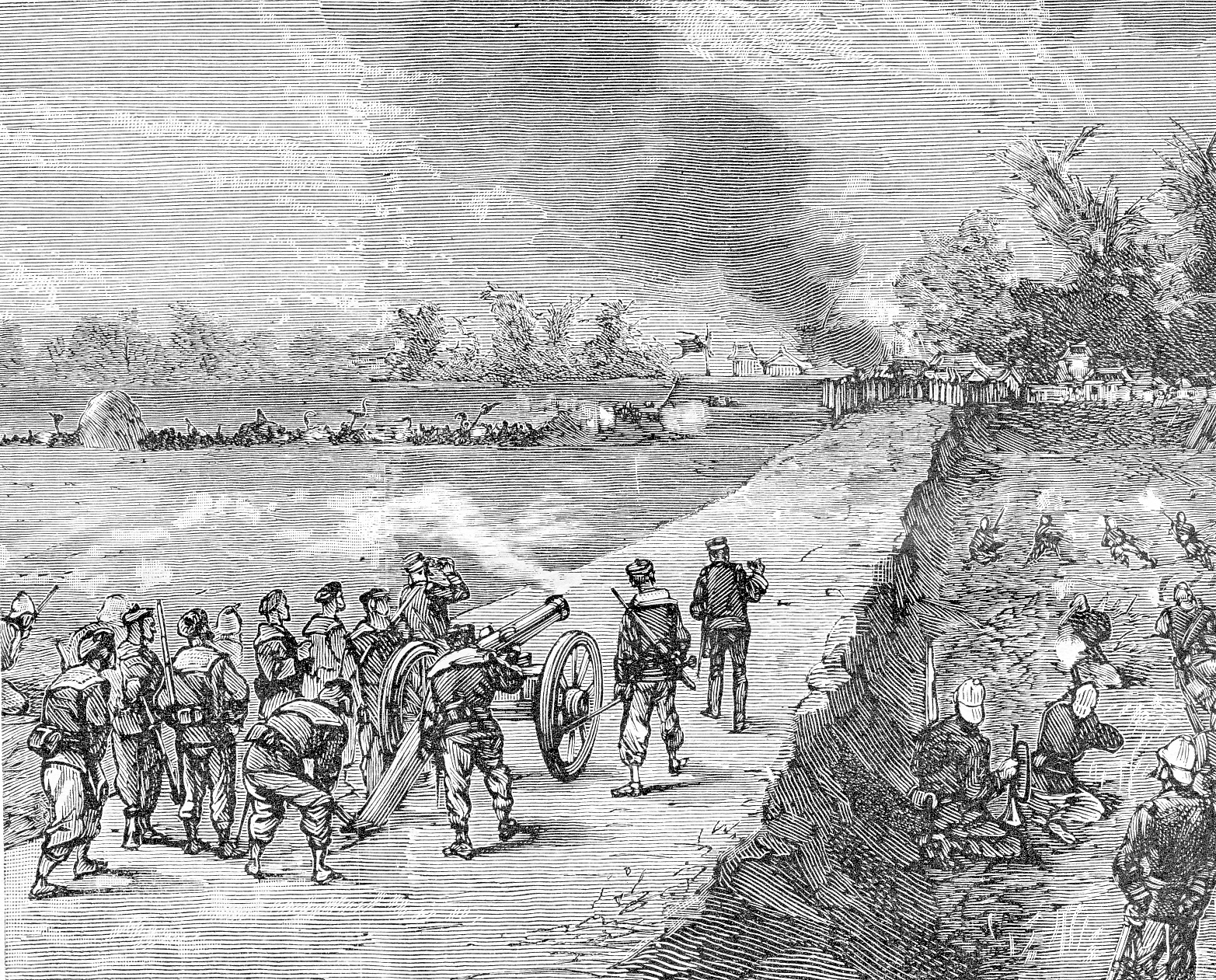
둑에 포진한 프랑스 해병의 대포가 해병의 공격을 지원했다

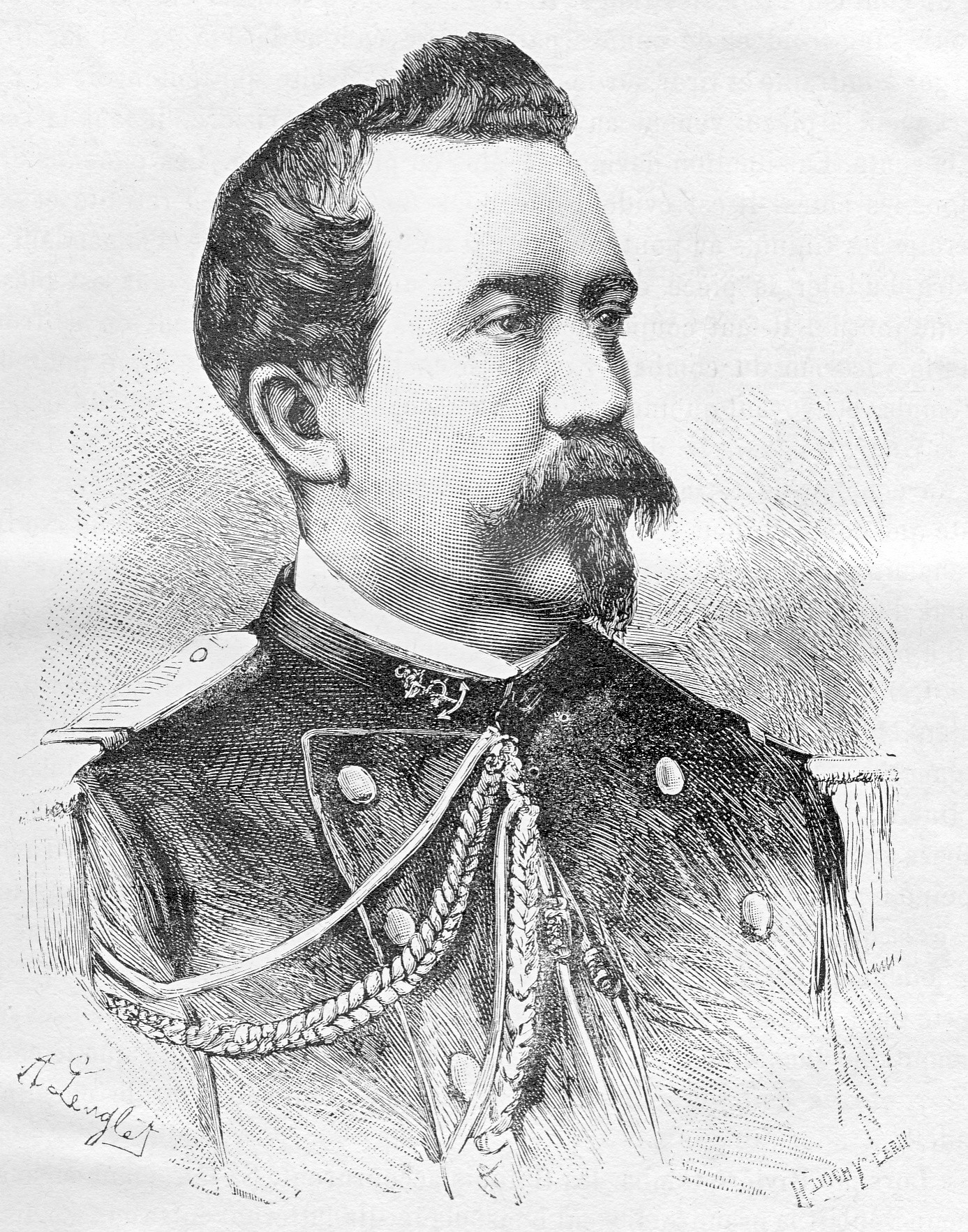
대대장 베르테 드 빌라르(1844–83)

3월 27일과 28일, 하노이 수비대 사령관인 대대장 베르테 드 빌레르(Berthe de Villers)는 약 6,000명에 이르는 호앙 왕자의 베트남군에 맞서 해병대 2개 중대와 포함 레오파르(Léopard)의 소규모 선원부대를 집결시키고, 왕궁을 수비하는 해병대 보병 단일 중대를 남겨두었다.
레오파르의 대포 지원을 받은 명석한 포격과 및 이동 전술을 사용해서, 프랑스군은 베트남의 방어진지를 공격했고, 자트이와 자꾸엇 마을을 점령했으며, 결국 전장에서 베트남군을 몰아냈다. 프랑스군 사상자는 부상을 입은 4명이 전부였다. 베트남군은 1,000명 정도의 사망자와 부상자를 기록했다.
베트남이 패배한 요인 중 하나는 유영복이 흑기군으로 프랑스군을 강하게 압박하지 않았다는 것에 있었다. 유영복은 호앙 왕자가 북쪽에서 내려오는 동안 서쪽에서 하노이를 공격하기로 되어 있었다. 그러나 두 사람은 가장 냉랭한 관계였으며, 유영복은 프랑스군이 지키는 왕궁을 공격하는 척만 했다. 이러한 공격은 프랑스 수비대가 쉽게 감당할 수 있는 것이었다.

## 영향
자꾸엇에서의 베르테 드 발라르의 놀라운 승리는 리비에르의 남딘 동시 점령과 더불어 베트남의 사기를 떨어뜨렸고, 통킹에서 프랑스의 영향력을 증대시켰다. 프랑스 정책 입안자들은 통킹에서 청나라의 직접 개입에 대한 전망을 대수롭지 않게 여겼다. 반면, 호앙 왕자와 유영복의 반목은 청나라에게 경종을 울렸다. 1883년 4월, 청나라의 고위 관료인 당경숭은 두 사람을 화해시키고, 유영복을 설득하여 흑기군이 주도를 해서 함께 프랑스에 대항하도록 했다. 결과는 1883년 5월 꺼우저이 전투에서 프랑스군의 대패로 나타났고, 리비에르와 베르테 드 빌레르가 모두 전사하게 된다.

## 참고자료
- Bastard, G., Défense de Bazeilles, suivi de dix ans après au Tonkin (Paris, 1884)
- Duboc, E., Trente cinq mois de campagne en Chine, au Tonkin (Paris, 1899)
- Eastman, L., Throne and Mandarins: China's Search for a Policy during the Sino-French Controversy (Stanford, 1984)
- Huard, L., La guerre du Tonkin (Paris, 1887)
- Lung Chang (龍章), Yueh-nan yu Chung-fa chan-cheng [Vietnam and the Sino-French War, 越南與中法戰爭] (Taipei, 1993)
- Marolles, Vice-Amiral de, La dernière campagne du Commandant Rivière (Paris, 1932)
- Nicolas, V., Livre d'or de l'infanterie de la marine (Paris, 1891)
- Thomazi, A., Histoire militaire de l'Indochine française (Hanoi, 1931)
- Thomazi, A., La conquête de l'Indochine (Paris, 1934)